# Schirmeck
Schirmeck település Franciaországban, Bas-Rhin megyében. Lakosainak száma 2081 fő (2022. január 1.). Schirmeck Wisches, Barembach, La Broque, Grandfontaine, Rothau és Russ községekkel határos.

## Népesség
A település népessége az elmúlt években az alábbi módon változott:
| Lakosok száma | 2364 | 2301 | 2299 | 2183 | 2167 | 2149 | 2132 | 2107 | 2081 |
|               | 2013 | 2015 | 2016 | 2017 | 2018 | 2019 | 2020 | 2021 | 2022 |